# Air France Hop
Pour les articles homonymes, voir Hop.
Ne pas confondre avec la revue ayant une typographie similaire.
« Vous y êtes. »
Air France Hop est une compagnie aérienne filiale d'Air France. Créée le 31 mars 2013, elle résulte de la fusion des trois anciennes filiales régionales d’Air France : Brit Air, Régional et Airlinair.
Air France Hop assure des vols quotidiens vers plus d'une centaine de destinations françaises, européennes et méditerranéennes.

## Histoire

Logotype de Hop ! Air France (2013-2019).

Cette compagnie est la riposte voulue par Air France contre les compagnies à bas prix. L'équilibre financier de ce nouveau pôle est prévu pour 2015. Les vols de Hop ! s'intègrent en effet dans l'organisation du groupe mise en place dans le cadre du plan de restructuration Transform 2015 qui vise à économiser deux milliards d'euros pour réduire la dette du groupe, qui était de 6,24 milliards d'euros en juin 2012. La fusion des trois compagnies régionales Brit Air, Régional et Airlinair a pour objectif de réduire leurs coûts de 15 % en deux ans. La structure simplifiée et la commercialisation centralisée doivent également dégager des économies supplémentaires.
La compagnie a officiellement été inaugurée le 26 mars 2013 au cours d'une cérémonie à l'aéroport de Paris-Orly en présence du PDG d'Air France Alexandre de Juniac ainsi que du ministre délégué chargé des transports Frédéric Cuvillier. Les nouveautés de la compagnie ont été présentées. Le premier vol a eu lieu le dimanche 31 mars 2013. Il reliait Paris Orly-Ouest à Perpignan et était effectué sur un Bombardier CRJ-1000.
Le 10 avril 2015, la compagnie reçoit son premier ATR 72-600 sur une commande de cinq appareils.
En juillet 2015, Air France-KLM annonce l'officialisation de son regroupement pour 2017 des marques Brit Air, Régional et Airlinair sous la marque Hop !, après avoir déjà regroupé juridiquement ses structures sous la société éponyme, permettant de réduire ses coûts et ses pertes via une suppression de 245 postes.
HOP ! assure six cents vols quotidiens vers cinquante escales, avec une centaine d'avions pour plus de treize millions de passagers et un taux de remplissage annuel pour 2016 de 72,5%.
Le 21 novembre 2018, la direction de HOP! confirme la sortie de flotte de ses ATR. Alain Malka directeur général adjoint prévoit une sortie échelonnée. Les ATR 42-500 et 72-500 seront retirés avant la saison été 2019, les ATR72-600 seront quant à eux retirés en 2020.
Le 5 décembre 2018, Nordic Capital Aviation annonce que la compagnie prendra en location sept Embraer 190 supplémentaire. Le premier de la série (F-HBLK) est entré en exploitation commerciale le 22 décembre 2018
Le 1er février 2019, le renommage de la compagnie en Air France Hop est officialisé,. Au niveau du RCS, le nom de HOP! est conservé. Le 1er septembre 2019, tous les vols de HOP! se font désormais sous code AF et les appareils seront progressivement repeints en livrée Air France Hop.

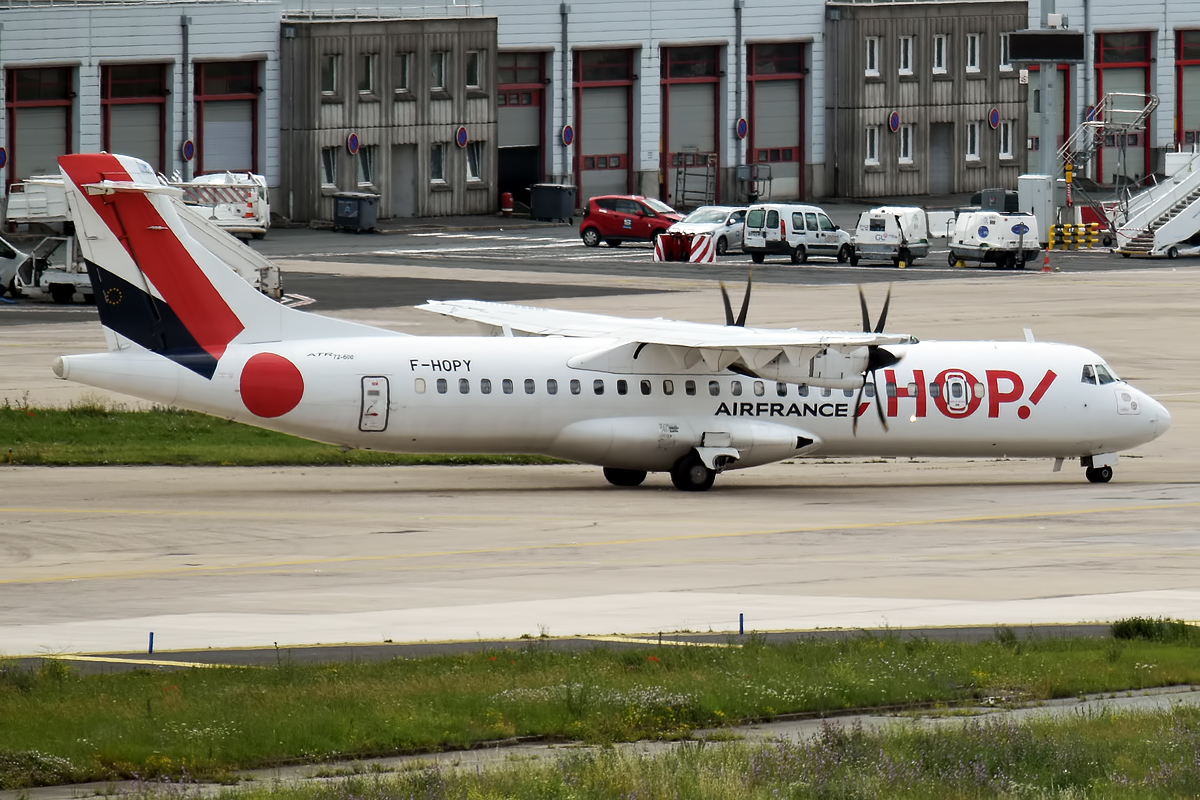
L'ATR 72-600, dernier turbopropulseur dans la flotte de Hop !, désormais retiré au profit des avions à réaction.

Les derniers ATR 72-600 sont retirés de la flotte en février 2020, mettant fin à l'ère du turbopropulseur chez Air France Hop.
Une note interne de Air France Hop annonce la sortie de flotte immédiate des Embraer E145 en mai 2020.
Le 12 août 2020, la direction de la société annonce un plan social qui devrait s'accompagner de la fermeture des sites de Morlaix, Orly et Lille, ainsi que de la suppression de 1007 postes, soit 42% des effectifs.
Fin décembre 2020, le CSE de Hop refuse le plan de départs volontaires proposé par la direction. Le plan prévoit la suppression de 1.007 postes dont 317 pilotes, 286 personnels navigants commerciaux et 404 personnels au sol, sur un total de 2.421 emplois.
Une "bataille juridique" est annoncée par les représentants du personnel alors que la société mère, Air France, prévoit d'ici 2022 la suppression de 8.500 emplois en raison d'un plan de restructuration.
En mars 2021 la direction du travail bloque le PSE de l'entreprise.
En décembre 2022 le dernier Bombardier CRJ-1000 quitte la flotte, cette dernière est désormais composée uniquement d'Embraer E170 et E190 permettant une réduction des coûts d'exploitation.

## Activité, résultat, effectif
|                                        | 2014 | 2015  | 2016 | 2017  | 2018 | 2019  | 2020 | 2021 | 2022 |
| -------------------------------------- | ---- | ----- | ---- | ----- | ---- | ----- | ---- | ---- | ---- |
| Chiffre d'affaires en millions d'euros | 704  | 717   | 794  | 775   | nc   | 674   | 355  | 374  | 345  |
| Résultat net en millions d"euros       | -16  | -28,7 | -8,2 | -79,4 | nc   | -77,3 | -179 | -18  | 50,7 |
| Effectif moyen annuel                  |      |       | 2737 | 2722  | nc   | 2464  | 2329 | 2093 | 1400 |

## Fonctionnement interne
Hop ! a été réorganisée à partir des trois compagnies fusionnées. Désormais, Hop ! n'a qu'un seul directeur des programmes, un seul directeur de marketing, une seule directrice commerciale. De même à la direction, puisqu'il n'y a plus qu'un président directeur général et trois directeurs généraux. Les trois compagnies sont devenues des business units, produisant des heures de vol, de qualité mais travaillant ensemble dans Hop !.

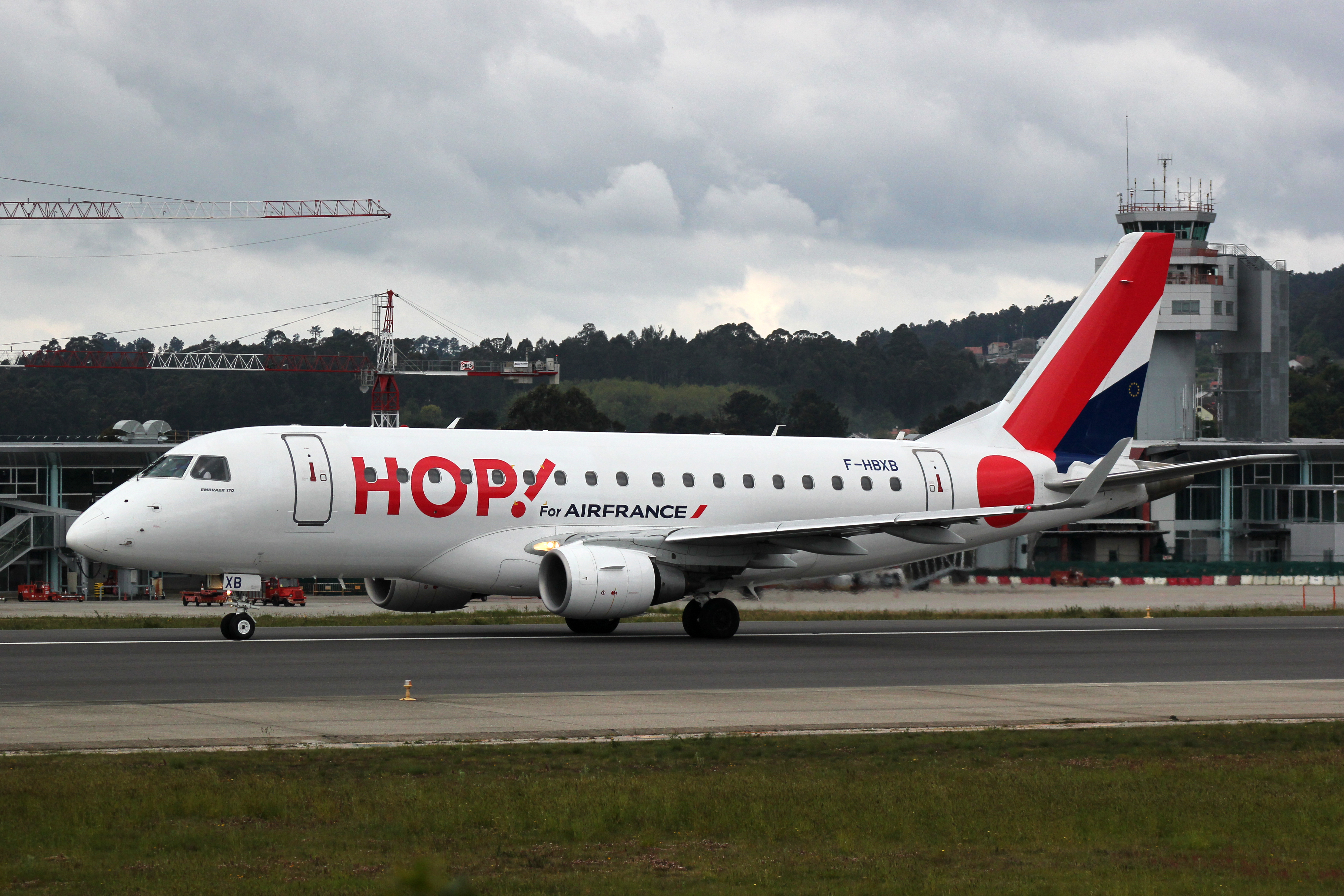
Embraer 170 de la flotte de Hop !

Pour ce qui concerne l'entretien de la flotte de Hop !, les centres de maintenance de Morlaix et Lyon sont spécialisés sur les Bombardier CRJ, ceux de Clermont-Ferrand et Lille sur les Embraer ERJ.
Les mécaniciens ont été qualifiés partout sur les deux types d'avions de manière à pouvoir entretenir tous les avions de la compagnie.

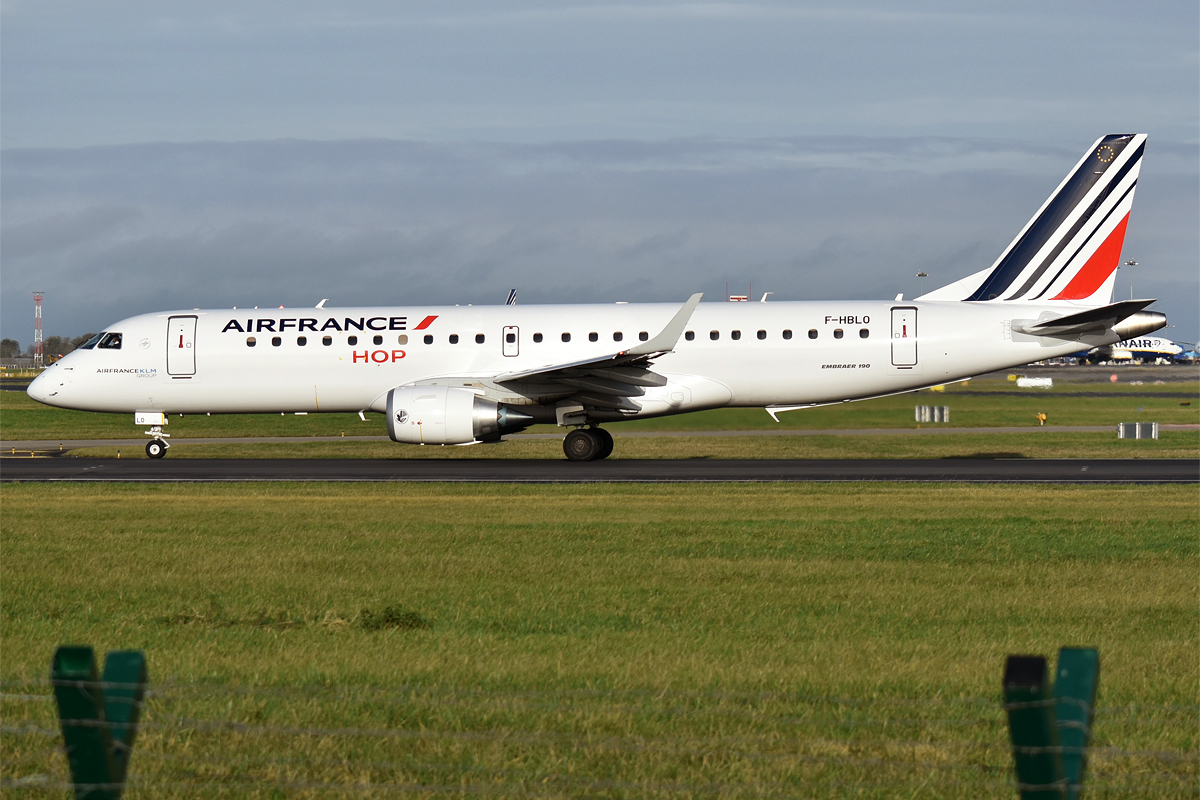
L'Embraer 190, dans la nouvelle livrée d'Air France Hop (2019)

## Flotte
En Août 2025, la compagnie dispose d'une flotte de 39 appareils se composant de : 
| Avion        | Motorisation | Nombre d'avions | Commandés | Passagers |
| ------------ | ------------ | --------------- | --------- | --------- |
| Embraer E170 | GE CF34-8E   | 13              | —         | 76        |
| Embraer E190 | GE CF34-10E  | 26              | —         | 100-112   |
| Total        |              | 39              | —         |           |

### Flotte actuelle
Air France Hop possède actuellement 39 avions de type Embraer 170 et Embraer 190

#### Embraer 170
| Immatriculation | Type       | Numéro de série | Premier vol      | Entrée en flotte HOP! | Remarques                                                                                       |
| --------------- | ---------- | --------------- | ---------------- | --------------------- | ----------------------------------------------------------------------------------------------- |
| F-HBXA          | ERJ 170SR  | 237             | 28 aout 2008     | 1er avril 2013        | A précédemment servi sur Regional pendant 5 ans                                                 |
| F-HBXB          | ERJ 170SR  | 250             | 30 octobre 2008  | 1er avril 2013        | A précédemment servi sur Regional pendant 5 ans Arbore la nouvelle livrée Air France (crevette) |
| F-HBXC          | ERJ 170SR  | 263             | 07 décembre 2008 | 1er avril 2013        | A précédemment servi sur Regional pendant 5 ans                                                 |
| F-HBXD          | ERJ 170SU  | 281             | 7 juillet 2009   | 1er avril 2013        | A précédemment servi sur Regional pendant 4 ans                                                 |
| F-HBXE          | ERJ 170STD | 286             | 1er juillet 2009 | 1er avril 2013        | A précédemment servi sur Regional pendant 4 ans                                                 |
| F-HBXF          | ERJ 170STD | 292             | 19 aout 2009     | 1er avril 2013        | A précédemment servi sur Regional pendant 4 ans Arbore la nouvelle livrée Air France (crevette) |
| F-HBXG          | ERJ 170STD | 301             | 15 décembre 2009 | 1er avril 2013        | A précédemment servi sur Regional pendant 4 ans                                                 |
| F-HBXH          | ERJ 170SU  | 307             | 1er mai 2010     | 1er avril 2013        | A précédemment servi sur Regional pendant 1 an puis Air Cote Ivoire pendant 2 ans               |
| F-HBXI          | ERJ 170STD | 310             | 23 juin 2010     | 1er avril 2013        | A précédemment servi sur Regional pendant 3 ans Arbore la nouvelle livrée Air France (crevette) |
| F-HBXJ          | ERJ 170STD | 312             | 1er juillet 2010 | 1er avril 2013        | A précédemment servi sur Regional pendant 3 ans                                                 |
| F-HBXL          | ERJ 170ST  | 9               | 22 avril 2004    | 1er avril 2013        | A précédemment servi sur Alitalia Express (EI-DFH) pendant 8 ans puis Regional pendant 1 an     |
| F-HBXM          | ERJ 170ST  | 10              | 20 mai 2004      | 1er avril 2013        | A précédemment servi sur Alitalia Express (EI-DFI) pendant 8 ans puis Regional pendant 1 an     |
| F-HBXN          | ERJ 170ST  | 11              | 30 juin 2004     | 1er avril 2013        | A précédemment servi sur Alitalia Express (EI-DFJ) pendant 8 ans puis Regional pendant 1 an     |

#### Embraer 190
| Immatriculation | Type        | Numéro de série | Premier vol       | Entrée en flotte HOP! | Remarques |
| --------------- | ----------- | --------------- | ----------------- | --------------------- | --- |
| F-HBLA          | ERJ 190LR   | 51              | 24 novembre 2006  | 1er avril 2013        | A précédemment servi sur Regional pendant 7 ans Arbore la nouvelle livrée Air France (crevette)                              |
| F-HBLB          | ERJ 190LR   | 60              | 19 janvier 2007   | 1er avril 2013        | A précédemment servi sur Regional pendant 6 ans                                                                              |
| F-HBLC          | ERJ 190LR   | 80              | 11 mai 2007       | 1er avril 2013        | A précédemment servi sur Regional pendant 6 ans                                                                              |
| F-HBLD          | ERJ 190LR   | 113             | 27 septembre 2007 | 1er avril 2013        | A précédemment servi sur Regional pendant 6 ans                                                                              |
| F-HBLE          | ERJ 190LR   | 123             | 24 octobre 2007   | 1er avril 2013        | A précédemment servi sur Regional pendant 6 ans                                                                              |
| F-HBLF          | ERJ 190LR   | 158             | 27 mars 2008      | 1er avril 2013        | A précédemment servi sur Regional pendant 5 ans                                                                              |
| F-HBLG          | ERJ 190STD  | 254             | 19 février 2009   | 1er avril 2013        | A précédemment servi sur Regional pendant 4 ans                                                                              |
| F-HBLH          | ERJ 190STD  | 266             | 26 mars 2009      | 1er avril 2013        | A précédemment servi sur Regional pendant 4 ans                                                                              |
| F-HBLI          | ERJ 190STD  | 298             | 16 juillet 2009   | 1er avril 2013        | A précédemment servi sur Regional pendant 4 ans                                                                              |
| F-HBLJ          | ERJ 190STD  | 311             | 24 aout 2009      | 1er avril 2013        | A précédemment servi sur Regional pendant 4 ans                                                                              |
| F-HBLK          | ERJ 190STD  | 760             | 21 décembre 2018  | 22 décembre 2018      | En leasing chez NAC Aviation Porte le nom "Cpt. François Debost"                                                             |
| F-HBLL          | ERJ 190STD  | 767             | 16 mai 2019       | 18 mai 2019           | Premier appareil portant la nouvelle livrée Air France HOP, en leasing chez NAC Aviation.                                    |
| F-HBLM          | ERJ 190STD  | 768             | 23 août 2019      | 24 août 2019          | Portant la nouvelle livrée Air France HOP, en leasing chez NAC Aviation.                                                     |
| F-HBLN          | ERJ 190STD  | 769             | 20 septembre 2019 | 21 septembre 2019     | Portant la nouvelle livrée Air France HOP, en leasing chez Azorra Aviation.                                                  |
| F-HBLO          | ERJ 190STD  | 770             | 18 octobre 2019   | 19 octobre 2019       | Portant la nouvelle livrée Air France HOP, en leasing chez Azorra Aviation.                                                  |
| F-HBLP          | ERJ 190STD  | 772             | 30 décembre 2019  | 31 décembre 2019      | Portant la nouvelle livrée Air France HOP, en leasing chez Azorra Aviation.                                                  |
| F-HBLQ          | ERJ 190STD  | 773             | 25 septembre 2020 | 26 septembre 2020     | Portant la nouvelle livrée Air France HOP, en leasing chez NAC Aviation.                                                     |
| F-HBLR          | ERJ 190STD  | 322             | 13 novembre 2009  | 12 janvier 2022       | A précédemment servi sur KLM Cityhopper (PH-EZI) pendant 11 ans Arbore la nouvelle livrée Air France (crevette)              |
| F-HBLS          | ERJ 190STD  | 326             | 11 décembre 2009  | 25 janvier 2022       | A précédemment servi sur KLM Cityhopper (PH-EZK) pendant 11 ans Arbore la nouvelle livrée Air France (crevette)              |
| F-HBLV          | ERJ 190-STD | 689             | 25 avril 2015     | 13 juillet 2023       | A précédemment servi sur Jetairfly et TUI fly Belgium (OO-JVA) pendant 8 ans Arbore la nouvelle livrée Air France (crevette) |
| F-HBLX          | ERJ-190-STD | 665             | 16 mai 2014       | 14 janvier 2024       | A précédemment servi TUI fly Belgium (OO-TEA) pendant 6 ans Arbore la nouvelle livrée Air France (crevette)                  |
| F-HBLY          | ERJ-190-STD | 519             |                   | 29 mai 2024           | A précédemment servi chez KLM Cityhopper (PH-EZT) Arbore la nouvelle livrée Air France (crevette)                            |
| F-HBLZ          | ERJ-190-STD | 522             |                   | 9 juillet 2024        | A précédemment servi chez KLM Cityhopper (PH-EZU) Arbore la nouvelle livrée Air France (crevette)                            |
| F-HBQA          | ERJ-190-STD | 654             | 19 décembre 2013  | 13 mai 2025           | A précédemment servi chez KLM Cityhopper (PH-EZZ). Arbore la nouvelle livrée d'Air France (crevette).                        |
| F-HBQB          | EEJ-190-STD | 655             | 23 janvier 2014   | 16 juillet 2025       | A précédemment servi chez KLM Cityhopper (PH-EXA). Arbore la nouvelle livrée d'Air France (crevette)                         |
| F-HBQC          | ERJ-190-STD | 658             | 17 mars 2014      | 19 juin 2025          | A précédemment servi chez KLM Cityhopper (PH-EXB). Arbore la nouvelle livrée d'Air France (crevette).                        |

### Flotte historique
ATR 42
| Immatriculation | Type       | Numéro de série | Premier vol      | Fin d'exploitation | Remarques |
| --------------- | ---------- | --------------- | ---------------- | ------------------ | --- |
| F-GPYO          | ATR 42-500 | 544             | 20 mars 1997     | 12 avril 2018      | - A précédemment servi sur Air Littoral pendant 5 ans, Egyptair 1 an, Air Atlantique 3 ans enfin Airlinair pendant 8 ans. - Maintenant en service chez Sky Express Greece en tant que SX-SIX.                                                                                                  |
| F-GVZB          | ATR 42-500 | 524             | 31 décembre 1997 | 26 février 2018    | - A précédemment servi sur Air Guadeloupe pendant 3 ans, Air Caraibes 3 ans, Tassili arilines 3 ans enfin Airlinair pendant 7 ans. - Maintenant en service chez Sky Express Greece en tant que SX-FOR.                                                                                         |
| F-GPYL          | ATR 42-500 | 542             | 6 mars 1997      | 6 juillet 2018     | A précédemment servi sur Air Littoral pendant 7 ans, Airlinair pendant 9 ans - Maintenant en service chez Sky Express Greece |
| F-GPYD          | ATR 42-500 | 490             | 4 avril 1996     | 31 mai 2018        | A précédemment servi sur Air Littoral pendant 6 ans puis Tassili Airlines pendant 2 ans puis Airlinair pendant 9 ans - Maintenant en service chez Sky Express Greece |
| F-GVZD          | ATR 42-500 | 530             | 16 mars 1997     | 31 mai 2018        | A précédemment servi sur Air Littoral pendant 4 ans, Air Botswana 1 an, Eurolot 8 ans enfin Airlinair pendant 3 ans - Maintenant en service chez Sky Express Greece |
| F-GPYA          | ATR 42-500 | 457             | 18 mars 1995     | 22 juillet 2016    | A précédemment servi sur Air Littoral pendant 7 ans, Airlinair pendant 10 ans - Maintenant en service chez Sky Express Greece sous le n° SX-JOY |
| F-GPYK          | ATR 42-500 | 537             | 28 février 1997  | 27 décembre 2018   | -A précédemment servi sur Air Littoral pendant 5 ans, Aeromar 1 an, Air Atlantique 1 an, enfin Airlinair pendant 7 ans Vendu à Chalair Aviation |
| F-GPYN          | ATR 42-500 | 539             | 12 mars 1997     | 1er mars 2019      | -A précédemment servi sur Air Littoral pendant 5 ans, Egyptair 1 an, Air Atlantique 3 ans enfin Airlinair pendant 8 ans Vendu à Chalair Aviation |
| F-GPYM          | ATR 42-500 | 520             | 4 mars 1997      | mars 2019          | A précédemment servi sur Air Littoral pendant 4 ans, Air Atlantique 2ans, Aeromar 1 an enfin Airlinair pendant 9 ans Vendu à Chalair Aviation |
| F-GPYB          | ATR 42-500 | 480             | 27 mars 1998     | juin 2019          | A précédemment servi sur Air Littoral pendant 5 ans puis Airlinair pendant 9 ans |
| F-GPYD          | ATR 42-500 | 490             | 4 avril 1996     | juin 2019          | A précédemment servi sur Air Littoral pendant 6 ans puis Tassili Airlines pendant 2 ans puis Airlinair pendant 9 ans |
| F-GPYC          | ATR 42-500 | 484             | 27 mars 1996     | juin 2019          | - A précédemment servi sur Air Littoral pendant 6 ans puis Tassili Airlines pendant 2 ans puis Airlinair pendant 9 ans - Spéciale livrée blanche assurant le transport interne des employés Airbus "Toulouse-Nantes-Saint Nazaire-Toulouse" Retour chez NAC Aviation (Nordic Aviation Capital) |
| F-GPYF          | ATR 42-500 | 495             | 1996             | juin 2019          | A précédemment servi sur Air Dolomiti pendant 11 ans Vendu à Air Antilles Express |

ATR 72
| Immatriculation | Type       | Numéro de série | Premier vol        | Fin d'exploitation | Remarques |
| --------------- | ---------- | --------------- | ------------------ | ------------------ | --- |
| F-GVZM          | ATR 72-212 | 590             | 25 juin 1999       | 2 février 2018     | - A précédemment servi sur Air Tahiti pendant 9 ans puis Airlinair pendant 5 ans avant de passer sur Hop!. - Revendu a Sky Express Greece sous l'immatriculation SX-FIV                                                   |
| F-GVZN          | ATR 72-500 | 563             | 2 décembre 1998    | 8 décembre 2017    | - A précédemment servi sur Air Tahiti pendant 10 ans puis Airlinair pendant 5 ans avant de passer sur Hop! - A porte la livree Air France 1998 et Airlinair. - Revendu a Sky Express Greece sous l'immatriculation SX-THR |
| F-HAPL          | ATR 72-212 | 654             | 28 décembre 2000   | 22 décembre 2018   | -A précédemment servi sur Air Caraibes pendant 10 ans, Air Corsica 2 ans, enfin Airlinair pendant 1 an Vendu à Chalair Aviation                                                                                           |
| F-HOPA          | ATR 72-600 | 1042            | 5 avril 2013       | 5 mai 2019         | A précédemment servi sur Intersky pendant 4 ans. Vendu à US Bangla |
| F-GVZV          | ATR 72-212 | 686             | 1er septembre 2002 | juin 2019          | A précédemment servi sur Air Dolomiti pendant 11 ans |
| F-HOPY          | ATR 72-600 | 1237            | 9 avril 2015       | 31 janvier 2020    | Retour chez NAC Aviation (Nordic Aviation Capital) |
| F-HOPX          | ATR 72-600 | 1257            | 7 juillet 2015     | 31 janvier 2020    | Retour chez NAC Aviation (Nordic Aviation Capital) immatriculé OY-YDH |
| F-HOPZ          | ATR 72-600 | 1265            | 29 juillet 2015    | 31 janvier 2020    | Retour chez NAC Aviation (Nordic Aviation Capital) immatriculé OY-YDI |
| F-HOPL          | ATR 72-600 | 1283            | 29 septembre 2015  | 31 janvier 2020    | Retour chez NAC Aviation (Nordic Aviation Capital) |
| F-HOPN          | ATR 72-600 | 1288            | 19 novembre 2015   | 31 janvier 2020    | Retour chez NAC Aviation (Nordic Aviation Capital) puis chez Amelia International immatriculé F-HGNU |

CRJ-100
| Immatriculation | Type      | Numéro de série | Premier vol      | Fin d'exploitation | Remarques                          |
| --------------- | --------- | --------------- | ---------------- | ------------------ | ---------------------------------- |
| F-GRJG          | CRJ-100ER | 7143            | 12 novembre 1996 | 28 février 2014    | Opère désormais chez Aeronaves TSM |
| F-GRJM          | CRJ-100ER | 7222            | 18 mars 1998     | 31 mars 2015       | Opère désormais chez Rusline       |
| F-GRJO          | CRJ-100ER | 7296            | 3 mars 1999      | 17 septembre 2014  | Opère désormais chez Rusline       |
| F-GRJP          | CRJ-100ER | 7301            | 25 mars 1999     | 28 juin 2015       | Opère désormais chez Rusline       |
| F-GRJR          | CRJ-100ER | 7375            | 25 février 2000  | 18 juin 2014       | Opère désormais chez Alfa Airlines |
| F-GRJT          | CRJ-100ER | 7389            | 19 avril 2000    | 2 mai 2016         | Opère désormais chez Rusline       |

CRJ-700
| Immatriculation | Type    | Numéro de série | Premier vol      | Fin d'exploitation | Remarques                                                                   |
| --------------- | ------- | --------------- | ---------------- | ------------------ | --------------------------------------------------------------------------- |
| F-GRZA          | CRJ-701 | 10006           | 31 janvier 2001  | juillet 2013       | Opère désormais chez South African Express Airways                          |
| F-GRZB          | CRJ-701 | 10007           | 9 mars 2001      | octobre 2013       | Opère désormais chez South African Express Airways                          |
| F-GRZC          | CRJ-701 | 10008           | 2 avril 2001     | 20 mai 2016        | Désormais détenu par Northrop Grumman Corporation                           |
| F-GRZD          | CRJ-701 | 10016           | 10 juillet 2001  | 26 septembre 2016  | Détruit (recyclage) en 2016                                                 |
| F-GRZE          | CRJ-700 | 10032           | 31 janvier 2002  | 1er avril 2013     | A précédemment servi sur Brit Air pendant 11 ans                            |
| F-GRZF          | CRJ-701 | 10036           | 31 janvier 2002  | janvier 2021       | A précédemment servi sur Brit Air pendant 11 ans. Vendu à SkyWest Airlines. |
| F-GRZG          | CRJ-701 | 10037           | 30 avril 2002    | février 2021       | A précédemment servi sur Brit Air pendant 10 ans. Vendu à SkyWest Airlines  |
| F-GRZH          | CRJ-700 | 10089           | 25 mars 2003     | 1er avril 2013     | A précédemment servi sur Brit Air pendant 10 ans                            |
| F-GRZI          | CRJ-701 | 10093           | 29 avril 2003    | juin 2021          | A précédemment servi sur Brit Air pendant 10 ans. Vendu à SkyWest Airlines  |
| F-GRZJ          | CRJ-700 | 10096           | 5 juin 2003      | 1er avril 2013     | A précédemment servi sur Brit Air pendant 10 ans                            |
| F-GRZK          | CRJ-701 | 10198           | 1er février 2005 | avril 2021         | A précédemment servi sur Brit Air pendant 8 ans. Vendu à SkyWest Airlines   |
| F-GRZL          | CRJ-702 | 10245           | 7 fevrier 2006   | 1er avril 2013     | A précédemment servi sur Brit Air pendant 7 ans                             |
| F-GRZM          | CRJ-701 | 10263           | 14 avril 2007    | 18 juin 2021       | Opère désormais pour SkyWest Airlines                                       |
| F-GRZN          | CRJ-701 | 10264           | 5 juin 2007      | juin 2021          | A précédemment servi sur Brit Air pendant 6 ans. Vendu à SkyWest Airlines   |
| F-GRZO          | CRJ-702 | 10265           | 31 aout 2007     | 1er avril 2013     | A précédemment servi sur Brit Air pendant 6 ans                             |

CRJ-1000
| Immatriculation | Type       | Numéro de série | Premier vol        | Fin d'exploitation | Remarques                                                                               |
| --------------- | ---------- | --------------- | ------------------ | ------------------ | --------------------------------------------------------------------------------------- |
| F-HMLA          | CRJ-1000EL | 19004           | 15 décembre 2010   | 20 février 2022    | A précédemment servi sur Brit Air pendant 3 ans                                         |
| F-HMLC          | CRJ-1000EL | 19006           | 5 janvier 2011     | 27 février 2022    | A précédemment servi sur Brit Air pendant 2 ans                                         |
| F-HMLD          | CRJ-1000EL | 19007           | 12 janvier 2011    | 20 mars 2022       | A précédemment servi sur Brit Air pendant 2 ans                                         |
| F-HMLE          | CRJ-1000EL | 19009           | 26 janvier 2011    | 21 juillet 2022    | A précédemment servi sur Brit Air pendant 2 ans                                         |
| F-HMLF          | CRJ-1000EL | 19010           | 18 février 2011    | 25 septembre 2022  | A précédemment servi sur Brit Air pendant 2 ans                                         |
| F-HMLG          | CRJ-1000EL | 19012           | 17 mars 2011       | 26 mars 2022       | A précédemment servi sur Brit Air pendant 2 ans                                         |
| F-HMLH          | CRJ-1000EL | 19013           | 14 avril 2011      | 10 octobre 2020    | A précédemment servi sur Brit Air pendant 2 ans                                         |
| F-HMLI          | CRJ-1000EL | 19014           | 15 juillet 2011    | 15 novembre 2022   | A précédemment servi sur Brit Air pendant 2 ans                                         |
| F-HMLJ          | CRJ-1000EL | 19015           | 1er septembre 2011 | 7 novembre 2022    | A précédemment servi sur Brit Air pendant 2 ans                                         |
| F-HMLK          | CRJ-1000EL | 19016           | 22 septembre 2011  | 1er décembre 2022  | A précédemment servi sur Brit Air pendant 2 ans                                         |
| F-HMLL          | CRJ-1000EL | 19017           | 14 octobre 2011    | 9 avril 2021       | A précédemment servi sur Brit Air pendant 2 ans Opère désormais chez Lufhtansa Cityline |
| F-HMLM          | CRJ-1000EL | 19023           | 1er mars 2012      | 27 août 2021       | A précédemment servi sur Brit Air pendant 1 an                                          |
| F-HMLN          | CRJ-1000EL | 19024           | 30 mars 2012       | 24 septembre 2021  | A précédemment servi sur Brit Air pendant 1 an Opère désormais chez Cityjet             |
| F-HMLO          | CRJ-1000EL | 19041           | 19 février 2015    | 19 février 2015    | Premier appareil neuf pour Hop                                                          |

Embraer 135
| Immatriculation | Type      | Numéro de série | Premier vol  | Fin d'exploitation | Remarques                                        |
| --------------- | --------- | --------------- | ------------ | ------------------ | ------------------------------------------------ |
| F-GRGQ          | ERJ-135ER | 145233          | 17 mars 2000 | juin 2013          | A précédemment servi sur Regional pendant 13 ans |
| F-GRGR          | ERJ-135ER | 145236          | 24 mars 2000 | mai 2015           | A précédemment servi sur Regional pendant 13 ans |

Embraer 145
| Immatriculation | Type      | Numéro de série | Premier vol      | Fin d'exploitation | Remarques                                                                      |
| --------------- | --------- | --------------- | ---------------- | ------------------ | ------------------------------------------------------------------------------ |
| F-GRGC          | ERJ-145EP | 12              | 30 juin 1997     | mai 2020           | A précédemment servi sur Regional pendant 16 ans                               |
| F-GRGD          | ERJ-145EP | 43              | 23 février 1998  | mai 2020           | A précédemment servi sur Regional pendant 15 ans                               |
| F-GRGF          | ERJ-145EP | 50              | 20 avril 1998    | mai 2020           | A précédemment servi sur Regional pendant 15 ans                               |
| F-GRGH          | ERJ-145EP | 120             | 22 mars 1999     | mai 2020           | A précédemment servi sur Regional pendant 14 ans.                              |
| F-GRGI          | ERJ-145EP | 152             | 27 aout 1999     | mai 2020           | A précédemment servi sur Regional pendant 14 ans                               |
| F-GRGJ          | ERJ-145EP | 297             | 25 aout 2000     | mai 2020           | A précédemment servi sur Regional pendant 13 ans                               |
| F-GRGK          | ERJ-145EP | 324             | 10 octobre 2000  | mai 2020           | A précédemment servi sur Regional pendant 13 ans                               |
| F-GUBC          | ERJ-145MP | 556             | 24 janvier 2002  | mai 2020           | A précédemment servi sur Regional pendant 11 ans                               |
| F-GUBE          | ERJ-145MP | 668             | 27 janvier 2002  | mai 2020           | A précédemment servi sur Regional pendant 11 ans                               |
| F-GUBF          | ERJ-145MP | 669             | 27 décembre 2002 | mai 2020           | A précédemment servi sur Regional pendant 11 ans                               |
| F-GUBG          | ERJ-145MP | 890             | 1er mars 2005    | mai 2020           | A précédemment servi sur Regional pendant 8 ans                                |
| F-GUEA          | ERJ-145MP | 342             | 19 décembre 2000 | mai 2020           | A précédemment servi sur Proteus pendant un an puis Regional pendant 12 ans    |
| F-GVHD          | ERJ-145MP | 178             | 18 octobre 1999  | mai 2020           | A précédemment servi sur Proteus pendant deux ans puis Regional pendant 12 ans |

Embraer 170
| Immatriculation | Type      | Numéro de série | Premier vol  | Fin d'exploitation | Remarques                                                                           |
| --------------- | --------- | --------------- | ------------ | ------------------ | ----------------------------------------------------------------------------------- |
| F-HBXK          | ERJ-170LR | 8               | 18 mars 2004 | décembre 2021      | A précédemment servi sur Alitalia Express pendant 7 ans puis Regional pendant 1 an. |
| F-HBXO          | ERJ-170LR | 32              | 30 juin 2004 | février 2022       | A précédemment servi sur Alitalia Express pendant 8 ans puis Regional pendant 1 an. |